# سينما دنماركية
بدأت الدنمارك بإنتاج الأفلام منذ عام 1897، وحافظت على إنتاج سينمائي ثابت منذ ثمانينيات القرن العشرين بفضل التمويل المؤمن من قبل المؤسسة الدنماركية للأفلام المدعومة حكوميًا. تاريخيًا، تتميز الأفلام الدنماركية بواقعيتها والأفكار الدينية والأخلاقية المطروحة فيها، إضافة إلى الصراحة الجنسية والإبداع التقني.
يعتبر المخرج السينمائي الدنماركي كارل تيودور دراير (1889 – 1968) أحد أهم المخرجين في تاريخ السينما. نذكر من صناع الأفلام الدنماركيين الآخرين بنجامين كريستنسن الذي أخرج عدة أفلام رعب كلاسيكية خارج بلده الأصلي مثل الساحرات (1922) وسبع بصمات للشيطان (1929)؛ والمخرج إريك بولينغ الذي أخرج سلسلة أفلام عصابة أولسن المشهورة وغابرييل أكسل الذي ربح جائزة الأوسكار عن فيلم عيد بابيت (1987) وبيل أوغست الذي ربح جوائز الأوسكار والسعفة الذهبية والغولدن غلوب عن فيلم بيل الفاتح (1988). في العصر الحديث للسينما، نذكر من المخرجين المميزين في الدنمارك لارس فون ترايير الذي شارك في إطلاق حركة دوغما 95 السينمائية، والمخرجين الحائزين على جوائز عديدة سوزان بيير ونيكولاس ويندينغ ريفين.

## التاريخ

### البدايات

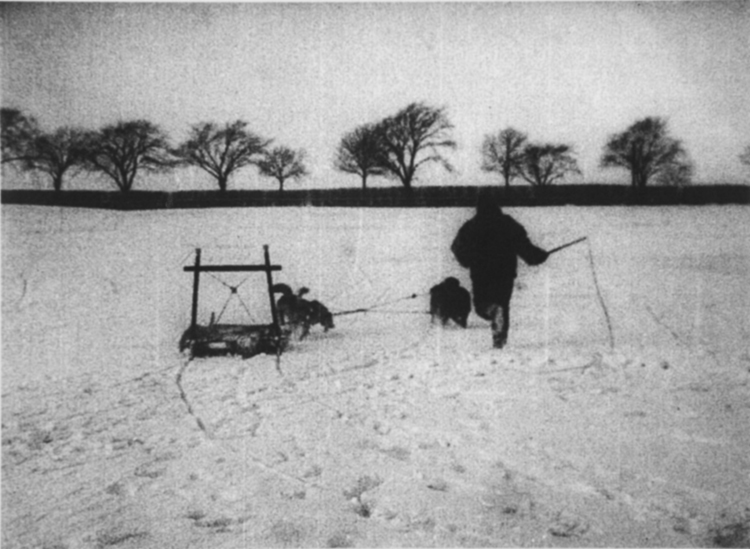
لقطة من فيلم السفر بوساطة كلاب غرينلاند (1897)

كان المصور ورائد السينما الدنماركية بيتر إلفلت أول دنماركي يصور فيلمًا. بين عامي 1896 و1912، أنتج نحو 200 فيلم وثائقي عن الحياة في الدنمارك. كان فيلمه الأول بعنوان السفر بوساطة كلاب غرينلاند. إضافة إلى ذلك، أنتج أول فيلم دنماركي طويل بعنوان عقوبة الإعدام (1903). حدث العرض السينمائي الأول في الدنمارك داخل سينما البانوراما في ساحة مركز بلدية كوبنهاغن، وذلك في شهر يونيو من عام 1896. لكن تشكيلة الأفلام المعروضة في ذلك الوقت كانت منتجة ومصورة في الخارج.

### العصر الذهبي
«على الرغم من صغر حجم السوق المحلية والموارد المحدودة نسبيًا، تربعت الدنمارك على قمة الإنتاج السينمائي لتصبح مركز السينما الأوروبي الأكثر ازدهارًا لعدة سنوات (1909 – 1914). نافست أفلامها أولئك المنتجة في هوليوود على الشعبية على شاشات باريس ولندن وبرلين ونيويورك».

-إفرايم كاتس، موسوعة الأفلام، 1998.

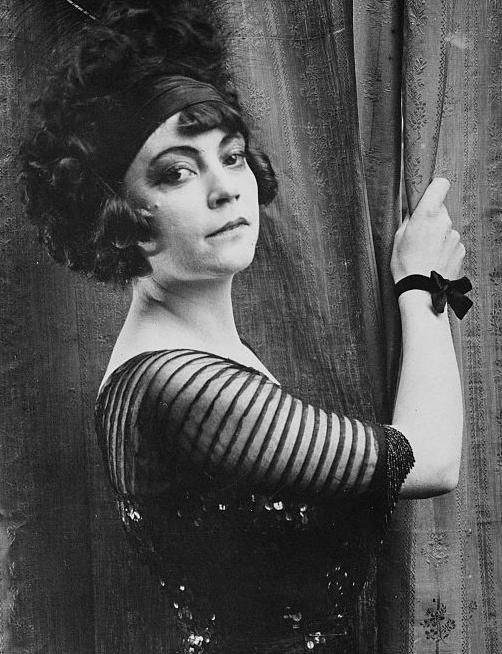
كانت الممثلة الدنماركية آستا نيلسن أول نجمة سينمائية في أوروبا

في عام 1906، أسس مالك دار عرض دنماركي باسم أول أولسن أول شركة دنماركية لإنتاج الأفلام دعيت باسم نورديسك فيلم. حصلت الشركة على جزء كبير من دخلها لقاء تصدير الأفلام القصيرة. لم تظهر شركات إنتاج سينمائي أخرى حتى عام 1909. في عام 1910 وصل عدد هذه الشركات إلى 10. تُعرف هذه الفترة حاليًا بالعصر الذهبي للسينما الدنماركية. في ربيع عام 1910، غيرت شركة نورديسك فيلم سياستها المعتمدة على إنتاج الأفلام القصيرة فقط وبدأت بإنتاج الأفلام الطويلة. يعود الفضل في ذلك إلى إصدار شركة أرهوس فوتوراما فيلم تجارة العبيد البيض عام 1910، والذي كان أول فيلم دنماركي مكون من عدة بكرات من الشريط السينمائي، واستمر أكثر من 30 دقيقة.
مع ازدياد مدة الأفلام، بدأ الوعي الفني بالنمو، والذي يظهر جليًا في فيلم الهاوية (1910). أدى هذا الفيلم إلى انطلاق المسيرة المهنية للفنانة آستا نيلسن التي أصبحت خلال فترة قصيرة أول نجمة سينمائية مشهورة في أوروبا. كان هذا الفيلم ميلودراما جنسية، أصبح هذا النمط خلال فترة قصيرة هو المفضل للسينما الدنماركية الباكرة. في عام 1911، وبوجود المخرج أوغست بلوم كرئيس جديد للإنتاج، أصبحت شركة نورديسك فيلم أولى الشركات الأوروبية الكبرى التي تخصص نفسها بشكل كامل للأفلام الطويلة. بيعت هذه الأفلام إلى الخارج بأسعار مربحة لأن الجودة التقنية والفوتوغرافية أبهرت الجمهور. مع ذلك، وجب التخفيف من حدة المحتوى الشبقي للأفلام تجنبًا لإزعاج الجمهور من الطبقة العاملة. في عام 1913، أصدرت شركة نورديسك أول فيلم طويل كامل بعنوان أطلنطس من إخراج أوغست بلوم.
بعد عام 1913، بدأت السينما الدنماركية تخسر سيطرتها في مجال صناعة الأفلام، وذلك مع ازدياد الشركات الأجنبية التي كثفت المنافسة على إنتاج الأفلام الطويلة. بدأت السينما الدنماركية أيضًا تعاني من محدودية المخيلة وعدم اتخاذ مخاطرات خلاقة من قبل المنتجين الدنماركيين. حقق المنتج المستقل بنجامين كريستنسن نجاحًا باهرًا من خلال فيلم الأوامر السرية عام 1914 وفيلم الدراما البوليسية ليلة الانتقام عام 1916 اللذين يعتبران من أهم أعمال السينما الدنماركية. أخرج كريستنسن بعد ذلك عددًا من الأفلام في السويد وهوليوود.

### من العشرينيات حتى الأربعينيات
خلال الحرب العالمية الأولى، أصبحت الولايات المتحدة في صدارة الإنتاج السينمائي العالمي وتراجعت صادرات الأفلام الدنماركية. خلال السنوات التالية للحرب، ظهر دراير كمخرج مع نورديسك فيلم من خلال فيلم الدراما الرئيس عام 1919، الذي تلاه الفيلم الطموح أوراق من كتاب الشيطان عام 1921 المستوحى من فيلم التعصب (1916) للمخرج الأمريكي ديفيد وارك غريفيث إذ شابهه في كل من المضمون والناحية التقنية. لكن دراير وبنجامين كريستنسن بقيا وحيدين ولم ينضما بشكل دائم إلى شركات صناعة الأفلام الدنماركية الكبرى.
بشكل عام، شهدت السينما الدنماركية تراجعًا خلال عشرينيات القرن العشرين على الرغم من تحسن المهارات التقنية لصناع الأفلام. لعل الأفلام «الديكنزية» كانت أهم أفلام هذه الفترة، وأخرجها المخرج الكبير أ. دبليو. ساندبرغ. في لحظة ما بدأت الدنمارك مرة أخرى تحصل على شهرة عالمية، وذلك من خلال المقاطع الهزلية للثنائي الكوميدي المشهور (أولي وآكسل)، اللذين يعتبران سلفين إسكندنافيين لفريق لوريل وهاردي الكوميدي. قدمتهما للجمهور شركة بالاديوم السينمائية المنافسة لنورديسك فيلم. على الرغم من هذه الإيجابيات الفردية، في نهاية العقد كانت صناعة الأفلام الدنماركية قد وصلت إلى أسوأ حالاتها.
في عام 1929، أسست شركة نورديسك فيلم نفسها كشركة أفلام ناطقة. عزز فيلم قسيس فايلبي (1931) سيطرة نورديسك داخل السوق الدنماركية. تميزت ثلاثينيات القرن العشرين بسيطرة عدد من الأفلام الكوميدية الخفيفة الناجحة. وُلد نمط (الكوميديا الشعبية) السينمائي في تلك الفترة، ويعتبر فيلم صياح مارغريت (1934) من الأمثلة الباكرة المهمة. حال الكساد الاقتصادي الكبير والظروف الاقتصادية المرافقة التي لحقت بشركات الأفلام له دون تحقيق إنجازات سينمائية كبرى، وأدى انتصار الأفلام الناطقة بشكل أوتوماتيكي إلى توسيع مجال الإمكانيات الدولية للسينما الدنماركية. حقق العديد من الممثلين مثل مارغريت فيبي وإيب شونبرغ وبيتر مالبرغ انتقالهم إلى النجومية خلال هذه الفترة، لكن على الرغم من النجاحات التجارية العديدة لم تشهد الفترة تطورًا في هذا المجال.
بين عامي 1940 و1945، دفع الاحتلال الألماني للبلاد خلال الحرب العالمية الثانية بصناعة الأفلام لاتخاذ توجه أكثر جدية في اختيار المواد. كان الطابع السينمائي السوداوي خلال هذه الفترة متزامنًا مع صعود موجة فيلم نوار (أفلام الدراما البوليسية) في هوليوود. وضعت بوديل إبسن بصمتها الإخراجية من خلال فيلم أفسبوريت عام 1942، وهو أول فيلم نوار دنماركي، وتابعت من خلال فيلم التشويق النفسي لحن القتل (1944). ارتفعت معايير الكوميديا أيضًا في هذه الفترة، خصوصًا مع ظهور الأفلام الذكية الراقية ليوهان ياكوبسون التلميذ الدنماركي لإرنست لوبيتش. بعد انتهاء الحرب، بدأت حركة تحول نحو الواقعية والنقد الاجتماعي، ظهرت بشكل واضح من خلال الأفلام التي أخرجها أولي بالسبو. لكن صناعة الأفلام الدنماركية عادت بعد فترة قصيرة إلى إنتاج الأفلام الكوميدية العاطفية الخفيفة والأفلام المناطقية البسيطة التي كانت رائجة بين مشاهدي الأفلام.

### من الخمسينيات حتى السبعينيات
أُنتج عدد كبير من أفلام الكوميديا العائلية («ليستبيل») وأفلام كوميديا الوعي الطبقي الشعبي (فولكيكوميدير») منذ عقد الخمسينيات حتى أواخر السبعينيات وبداية الثمانينيات. هنا ولد عدد من النجوم الدنماركيين مثل ديرش باسر وأوفي سبروغو والمخرج إريك بولينغ. من أهم أفلام هذه الفترة نذكر الأحصنة الحمراء (1950) ووالد الأربعة (1953) وكيسبوس (1956، أول فيلم دنماركي بالألوان) وغبار على الدماغ (1961) والصيف في تيرول (1964) وباسر باسر بيغر (1965) وسلسلة عصابة أولسن (1968 – 1981) ومسلسل الكوميديا الكلاسيكي لإريك بولينغ المنزل في كريستيانشافن (1970 – 1977).

خلال ستينيات القرن العشرين، أصبحت السينما الدنماركية تدريجيًا أكثر محتوى جنسيًا، بوجود أفلام مثل مرحبًا في السرير الملصق (إريك بولينغ، 1966) و17 (أنيليز ماينيك، 1965) وأنا، امرأة (ماك آلبرغ، 1965) وبدون قطبة واحدة (أنيليز ماينيك، 1968)، التي حصل عدد منها على انتشار عالمي واسع. كتطور طبيعي لهذا التوجه، في عام 1969 أصبحت الدنمارك أول دولة تشرع الأفلام الإباحية قانونيًا بشكل كامل. في سبعينيات القرن العشرين، كانت نسبة كبيرة من الأفلام الدنماركية تحمل توجهًا جنسيًا، وتضمن العديد من الأفلام الطويلة المشهورة التي شارك فيها نجوم كبار مشاهد جنسية رقيقة أو عنيفة، من أشهرها المازوركا إلى جانب السرير (جون هيلبارد، 1970) وبرج العذراء (فين كارلسون، 1973) إضافة إلى العديد من الأجزاء الإضافية الملحقة بها، التي أدت في النهاية إلى إنتاج ثمانية أفلام من سلسلة جانب السرير وستة أفلام من سلسلة الأبراج.
«في الفترة ما بين عامي 1970 و1974، كان نحو ثلث الإنتاج الدنماركي من الأفلام الطويلة ذا توجه إباحي تلا ذلك انحسار مفاجئ».

-كارل نورستد، كوزموراما 195، عام 1991.
في عام 1972، أُنشئت المؤسسة الدنماركية للأفلام التي أمنت قروضًا حكومية للأفلام المختارة. خصصت تمويلًا حكوميًا للأفلام اعتمادًا على القيمة الفنية بدلًا من الجاذبية التجارية، مع التركيز على الأفلام التي عبرت عن الثقافة والهوية الدنماركيتين. أنعشت هذه المؤسسة صناعة الأفلام الدنماركية المتراجعة، لكنها تعرضت لاحقًا للانتقاد لأنها أصبحت محافظة وقومية إلى حد كبير في اختيارها للأفلام التي اعتبرت أنها تمثل الهوية الدنماركية. من الأمثلة على ذلك فيلم عنصر الجريمة (1984) الذي كان بداية المخرج لارس فون ترايير في مجال الأفلام الطويلة، وقد واجه صعوبات في الحصول على التمويل لأنه كان مختلفًا عن الفيلم النمطي الدنماركي، لكنه مع ذلك حصل على ردة فعل دولية إيجابية عند إصداره. استجابة لذلك، وسعت وزارة الثقافة 1989 تعريف المؤسسة الدنماركية للأفلام للـ «الفيلم الدنماركي» بشكل واسع ليشمل التعريف أي عمل يساهم في الثقافة السينمائية الدنماركية. سمح هذا التعريف الجديد للدولة بتمويل أفلام ذات جاذبية عالمية أكبر وساعد على رعاية النجاح الدولي لدفعة جديدة من صناع الأفلام الدنماركيين.
من خلال فيلم دعونا وشأننا (إرنست يوهانسن ولاس نيلسن، 1975)، أطلق المنتج المستقل ستين هيردل موجة ناجحة من أفلام الدراما الموجهة للمراهقين، من بينها هل يمكننا ربما؟ (مورتن أرنفرد، 1976) وأنت لست وحيدًا (إرنست يوهانسن وهينينغ كريستنسن، 1978) وهل تريد رؤية سرتي الجميلة؟ (سورن كراغ ياكوبسون، 1978)، جميعها من إنتاج ستين هردل.
عُرض مسلسل تلفزيوني مشهور باسم ماتادور بين عامي 1978 و1982 وبقي من المسلسلات المفضلة على مستوى البلاد. كان من إخراج إريك بولينغ.

## وصلات خارجية
- معهد الفيلم الدنماركي
- Steele Review
- Danish cinema
- Royal Danish Ministry of Foreign Affairs